# Deuterotypus elongatus
Deuterotypus elongatus är en stekelart som beskrevs av Heinrich 1930. Deuterotypus elongatus ingår i släktet Deuterotypus och familjen brokparasitsteklar. Inga underarter finns listade i Catalogue of Life.